# مايك ريد (سياسي)
مايك ريد (بالإنجليزية: Mike Reed)‏ هو سياسي أسترالي، ولد في 2 يونيو 1945. انتخب عضو الجمعية التشريعية للإقليم الشمالي ‏.